# 巴塘乡
巴塘乡，是中华人民共和国青海省玉树藏族自治州玉树市下辖的一个乡镇级行政单位。辖区总面积2108平方公里，常住人口0.5万人，以藏族为主，占总人口的99.7％。

## 行政区划
巴塘乡下辖以下地区：
铁力角牧委会、上巴塘牧委会、下巴塘牧委会、老叶村、岔来村、相古村和当头村。